# De troubadour
A De troubadour (magyarul: A trubadúr) című dal volt az 1969-es Eurovíziós Dalfesztivál négy győztes dalának egyike, melyet a holland Lenny Kuhr adott elő holland nyelven.

## Az Eurovíziós Dalfesztivál
A dal a február 26-án tartott holland nemzeti döntőn nyerte el az indulás jogát. A dal egy népzenei elemeket is magán viselő ballada, melyben az énekes egy középkori trubadúrról beszél.
A március 29-én rendezett döntőben a fellépési sorrendben nyolcadikként adták elő, a brit Lulu Boom Bang-a-Bang című dala után, és a svéd Tommy Körberg Judy Min Vän című dala előtt. A szavazás során tizennyolc pontot szerzett, mely három másik dallal holtversenyben az első helyet érte a tizenhat fős mezőnyben. Ez volt Hollandia harmadik győzelme.
A másik három győztes a spanyol Salomé Vivo cantando című dala, a brit Lulu Boom Bang-a-Bang című dala és a francia Frida Boccara Un jour, un enfant című dala volt.

### Kapott pontok
| YUG                                          | LUX | ESP | MON | IRE | ITA | GBR | NED | SWE | BEL | SUI | NOR | GER | FRA | POR | FIN |   |
| Kapott pontok                                | 0   | 2   | 0   | 1   | 0   | 3   | 0   |     | 0   | 1   | 4   | 1   | 0   | 6   | 0   | 0 |
| A tábla a fellépés sorrendjében van rendezve |     |     |     |     |     |     |     |     |     |     |     |     |     |     |     |   |

## Slágerlistás helyezések
| Slágerlisták (1969) | Lh.* |
| ------------------- | ---- |
| Hollandia           | 18   |

*Lh. = Legjobb helyezés.

## Külső hivatkozások
- Dalszöveg
- YouTube videó: A De troubadour című dal előadása a madridi döntőn